# Corey Seager
Corey Drew Seager (Charlotte, 27 april 1994) is een Amerikaans professioneel honkbalspeler voor de Texas Rangers in de Major League Baseball. Hij speelt als korte stop. Eerder speelde hij voor de Los Angeles Dodgers. Hij won in 2020 de World Series met de Dodgers, en werd verkozen tot meeste waardevolle speler van de World Series. In 2023 won hij opnieuw de World Series, ditmaal met de Texas Rangers. Opnieuw werd hij verkozen tot meest waardevolle speler van de World Series. Daarmee was hij pas de vierde speler ooit die tweemaal werd verkozen tot World Series MVP.

## Professionele Carrière

### Draft &Minor League
Seager werd in de Major League Baseball-draft van 2012 in de eerste ronde als achttiende gekozen door de Los Angeles Dodgers. Hij tekende een contract met een tekenbonus van $2.35 miljoen.

### Los Angeles Dodgers (2015-2021)

#### 2015
Seager maakte op 3 september 2015 zijn debuut in de Major League Baseball voor de Dodgers, in een wedstrijd tegen de San Diego Padres.

#### 2016
In de eerste wedstrijd van het seizoen 2016 startte Seager als korte stop voor de Dodgers, waarmee hij de jongste korte stop voor de Dodgers was sinds Gene Mauch in 1944. Na het seizoen werd hij unaniem verkozen tot National League Rookie of the Year.

### Texas Rangers (2022-heden)
Op 1 december 2021 tekende Seager een tienjarig contract bij de Texas Rangers, met een waarde van $325 miljoen. Het was daarmee het grootste contract (in absolute dollars) in de geschiedenis van de Texas Rangers.